# Функційне рівняння
Функціона́льне рівня́ння (функці́йне рівня́ння) — рівняння, яке виражає зв'язок між значенням функції в одній точці з її значеннями в інших точках. Багато які з властивостей функцій можна отримати, досліджуючи функційні рівняння, яким ці функції задовольняють. Термін «функціональне рівняння» як правило використовується для рівнянь, які не зводяться простими способами до алгебраїчних рівнянь. Ця незводимість найчастіше зумовлена тим, що аргументами невідомої функції у рівнянні є не самі незалежні змінні, а деякі відомі функції від них.

## Приклади функціональних рівнянь
- Функціональне рівняння

{\displaystyle f(s)=2^{s}\pi ^{s-1}\sin \left({\frac {\pi s}{2}}\right)\Gamma (1-s)f(1-s)},
де {\displaystyle \Gamma (z)} — гамма-функція Ейлера, задовольняє дзета-функція Рімана {\displaystyle \zeta }.
- Гамма-функція є єдиним розв'язком наступної системи з трьох рівнянь:

{\displaystyle f(x)={f(x+1) \over x}\,\!}
{\displaystyle f(y)f\left(y+{\frac {1}{2}}\right)={\frac {\sqrt {\pi }}{2^{2y-1}}}f(2y)}
{\displaystyle f(z)f(1-z)={\pi  \over \sin(\pi z)}\,\!\,\,\,} (формула доповнення Ейлера)
- Функціональне рівняння:

{\displaystyle f\left({az+b \over cz+d}\right)=(cz+d)^{k}f(z)},
де {\displaystyle a,b,c,d} є цілими числами, які задовольняють нерівності {\displaystyle ad-bc=1}, тобто:
{\displaystyle {\begin{vmatrix}a&b\\c&d\end{vmatrix}}\,=1},
визначає {\displaystyle f} як модулярну форму порядку {\displaystyle k}.
- Функціональні рівняння Коші:
  - {\displaystyle f(x+y)=f(x)+f(y)} — задовольняють всі лінійні однорідні функції {\displaystyle f(x)=ax},
  - {\displaystyle f(x+y)=f(x)f(y)} — задовольняють всі показникові функції {\displaystyle f(x)=\exp \left(\alpha x\right)=a^{x}},
  - {\displaystyle f(xy)=f(x)+f(y)} — задовольняють всі логарифмічні функції {\displaystyle f(x)=\alpha \log \left(x\right)=\log _{a}\left(x\right)},
  - {\displaystyle f(xy)=f(x)f(y)} — задовольняють всі степеневі функції {\displaystyle f(x)=\exp \left(\alpha \log \left(x\right)\right)=x^{a}}.

Функціональні рівняння Коші зводяться одне до одного. Так, рівняння {\displaystyle f(x_{1}x_{2})=f(x_{1})f(x_{2})} зводиться до рівняння {\displaystyle g(y_{1}+y_{2})=g(y_{1})+g(y_{2})} після заміни {\displaystyle g(y)=\log \left|f(\exp y)\right|} (для цього, очевидно, потрібно, щоб {\displaystyle f(x)} не була тотожним нулем). В класі неперервних функцій і в класі монотонних функцій наведені розв'язки — єдині, якщо не рахувати вироджені розв'язки {\displaystyle f(x)\equiv 0.} Однак в більш широких класах функцій можливі вельми екзотичні розв'язки, див. статтю «Базис Гамеля».
- Інші:
  - {\displaystyle f(x+y)+f(x-y)=2[f(x)+f(y)]} — квадратичне рівняння або правило паралелограма, задовольняє {\displaystyle f(x)=kx^{2}},
  - {\displaystyle f\left({\frac {x+y}{2}}\right)={\frac {f(x)+f(y)}{2}}} — рівняння Єнсена, задовольняють всі лінійні функції {\displaystyle f(x)=ax+b},
  - {\displaystyle f(x+y)f(x-y)=f(x)^{2}} — рівняння Лобачевського (версія рівняння Єнсена), задовольняє {\displaystyle f(x)=ac^{x}},
  - {\displaystyle f(x+y)+f(x-y)=2[f(x)f(y)]} — рівняння Даламбера,
  - {\displaystyle f(h(x))=f(x)+1} — рівняння Абеля,
  - {\displaystyle f(h(x))=cf(x)} — рівняння Шрьодера[en], розв'язком є функція Кьонігса, пов'язана з функцією {\displaystyle \textstyle h(x)}.

## Рекурентні співвідношення
Частковим випадком функційних рівнянь є рекурентне співвідношення, що містить невідому функцію від цілих чисел і оператор зсуву. Приклад рекурентного співвідношення:
{\displaystyle a(n)=3a(n-1)+4a(n-2).}
Лінійні рекурентні співвідношення
{\displaystyle a(n)=\sum _{i=1,k}c_{i}\cdot a(n-i)\!}
(де {\displaystyle c_{1},c_{2},\dots ,c_{k}} — константи, що не залежать від {\displaystyle n}) мають теорію, аналогом якої є теорія лінійних диференціальних рівнянь. Так, для наведеного вище рекурентного співвідношення достатньо знайти два лінійно незалежних розв'язки, всі інші розв'язки будуть їх лінійними комбінаціями.
Щоб знайти ці розв'язки, потрібно підставити в рекурентне співвідношення пробну функцію {\displaystyle a(n)=\lambda ^{n}} з невизначеним параметром {\displaystyle \lambda } і спробувати знайти ті {\displaystyle \lambda }, при яких буде задовольнятись дане рекурентне співвідношення. Для наведеного прикладу отримаємо квадратне рівняння {\displaystyle \lambda ^{2}=3\lambda +4} з двома різними коренями {\displaystyle \lambda =-1} і {\displaystyle \lambda =4;} тому загальним розв'язком для даного рекурентного співвідношення буде формула {\displaystyle a(n)=d_{1}4^{n}+d_{2}(-1)^{n}} (константи {\displaystyle d_{1}} і {\displaystyle d_{2}} підбираються так, щоб при {\displaystyle n=1} і {\displaystyle n=2} формула давала потрібні значення для величин {\displaystyle a(1)} і {\displaystyle a(2)}). У випадку кратних коренів многочлена додатковими пробними розв'язками слугують функції {\displaystyle n\lambda ^{n},} {\displaystyle n^{2}\lambda ^{n}} і т. д.
Найвідомішим рекурентним співвідношенням, мабуть, є числа Фібоначчі {\displaystyle a(n)=a(n-1)+a(n-2).}

## Розв'язування функціональних рівнянь
Існують деякі загальні методи розв'язування функціональних рівнянь.
Зокрема, корисним може виявитися застосування поняття про інволюцію, тобто, використання властивостей функцій, для яких {\displaystyle f(f(x))=x}; найпростіші інволюції:
{\displaystyle f(x)=-x}, {\displaystyle f(x)={\frac {1}{x}}}, {\displaystyle f(x)={\frac {1}{1-x}}+1}, {\displaystyle f(x)=1-x}.
Наприклад, для розв'язування рівняння:
{\displaystyle f^{2}(x+y)=f^{2}(x)+f^{2}(y)}
для всіх {\displaystyle x,y\in \mathbb {R} } і {\displaystyle f:\mathbb {R} \to R}, покладемо {\displaystyle x=y=0}: {\displaystyle f^{2}(0)=f^{2}(0)+f^{2}(0)}. Тоді {\displaystyle f^{2}(0)=0} і {\displaystyle f(0)=0}. Далі, поклавши {\displaystyle y=-x}:
{\displaystyle f^{2}(x-x)=f^{2}(x)+f^{2}(-x)\,}
{\displaystyle f^{2}(0)=f^{2}(x)+f^{2}(-x)\,}
{\displaystyle 0=f^{2}(x)+f^{2}(-x)\,}
Квадрат дійсного числа невід'ємний, і сума невід'ємних чисел дорівнює нулю тоді і тільки тоді коли обидва числа рівні 0. Отже {\displaystyle f^{2}(x)=0} для всіх {\displaystyle x} і {\displaystyle f(x)\equiv 0} є єдиним розв'язком цього рівняння.